# Hagenow (pommersches Adelsgeschlecht)

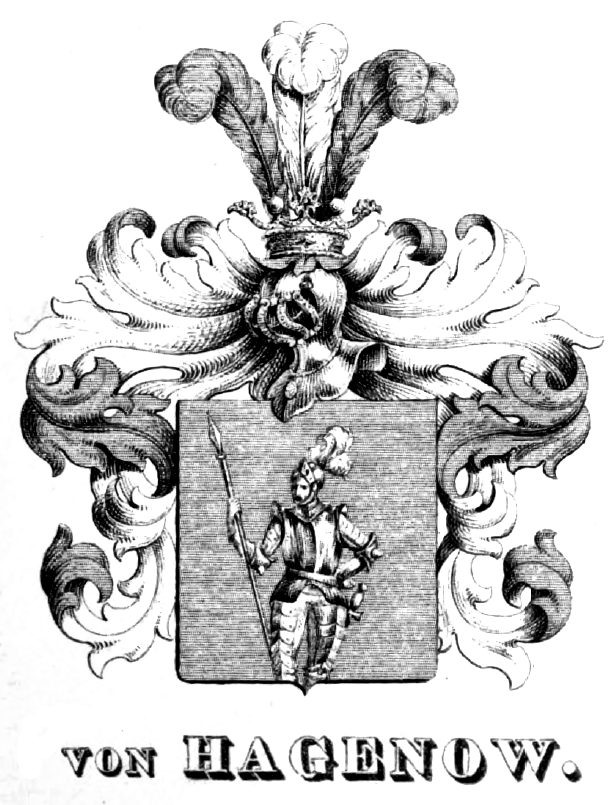
Wappen derer von Hagenow

Hagenow ist der Name eines vorpommerschen briefadeliges Adelsgeschlechts, das mit Blasius Hagenow, um 1760 Pfandherr zu Lassentin, Kreis Franzburg, erstmals erscheint. Es ist nicht zu verwechseln mit dem mecklenburgischen Adelsgeschlecht von Hagenow, das gegen Ende des 16. Jahrhunderts ausstarb.

## Geschichte
Der Sohn des Blasius Hagenow, Friedrich Hagenow, Gutsherr auf Engelswacht, Kreis Grimmen, erhielt am 16. Februar 1802 den Reichsadelsstand. Dessen Sohn, Dr. phil. Friedrich von Hagenow auf Nielitz, Kreis Grimmen, erhielt am 9. Dezember 1863 zu Berlin eine Preußische Namens- und Wappenmehrung als von Hagenow-Nielitz. Diese als v. Hagenowschen Erben titulierten Familienangehörigen konnten dann den Gutskomplex mit Glewitz, Langenfelde und Voigtsdorf über Generationen halten. Hauptsitz war das Rittergut Langenfelde, Gesamtumfang etwa 1169 ha Land.
Die pommerschen briefadeligen von Hagenow stellten mehrfach einflussreiche Grundbesitzer, Kommunalpolitiker und waren teils Mitglieder in dem für den Landadel so traditionsreichen Johanniterorden. Sie saßen ebenso in Kuratorien, hier des vorpommerschen Adligen Fräulein-Stiftes zu Barth.
Das Gut Langenfelde bei Grimmen konnte die Familie bis zur Bodenreform halten. Gustav von Hagenow (1878–1944) war zuletzt im Besitztum mit seinen beiden Schwestern, respektive der Erbengemeinschaft seiner Kinder aus beiden Ehen. Gustav von Hagenow-Langenfelde war von 1923 bis 1940 Mitglied des Johanniterordens.

## Wappen
In Blau ein aus den Knien wachsender Geharnischter, die rechte Hand auf einen Speer stützend, dessen Helm mit offenem Visier mit drei (blau, silber, blau) Straußenfedern bestückt ist. Auf dem Helm mit blau-silbernen Decken, ebenfalls 3 (blau, silber, blau) Straußenfedern.

## Personen

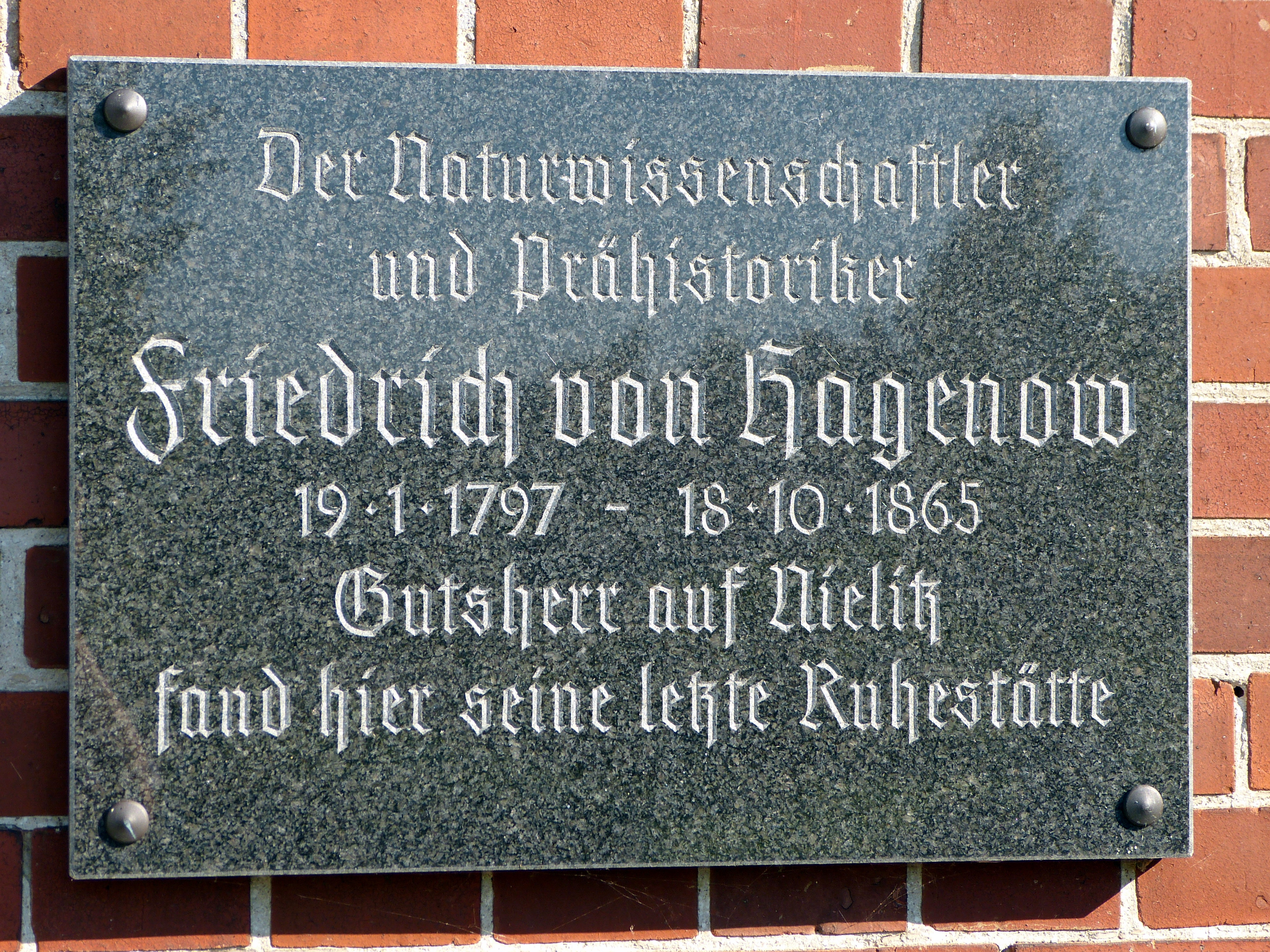
Gedenktafel an der Kirche Gülzowshof

- Friedrich von Hagenow (1797–1865), deutscher Naturwissenschaftler und Prähistoriker
- Gustav von Hagenow (1813–1876), deutscher Jurist und Mitglied der Frankfurter Nationalversammlung
- Maximilian von Hagenow (1844–1906), General der Kavallerie der Preußischen Armee
- Katharina von Hagenow (1882–1952), deutsche Pädagogin,[8] letzte Priorin des Stifts Barth, Namensgeberin des Barther Gymnasiums
- Viktor von Hagenow (1886–1965), deutscher Verwaltungsjurist (DVP)

### Gedruckte Quellen
- Mecklenburgische Jahrbücher (MJB)

### Ungedruckte Quellen
Landeshauptarchiv Schwerin (LHAS)
- LHAS 2.12-3/2 Köster und Ritterorden, Dobbertin. Nr. 248 Verzeichnis der in Urkunden gefundenen Geschlechternamen sowie Priorinnen und Klosterjungfrauen zu Dobbertin 1591–1560.
- LHAS 3.2-3/2 Landeskloster/Klosteramt Dobbertin. Nr. 242 Verzeichnis der Jungfrauen ab 1600.